# Monts Bagzane
Les monts Bagzane sont un plateau d'origine volcanique du massif de l'Aïr, d'une superficie d'environ 600 km2, qui comprend le mont Indoukat-n-Taglès (2 022 m), point culminant du Niger.

## Géographie
Les monts Bagzane, également orthographiés Baguezans, Bagzans ou encore Baguezam, sont situés dans le sud du massif de l'Aïr à environ 100 km au nord-est d'Agadez au Niger.
D'une superficie de 600 km2, ces monts forment un plateau de forme ovale d'extension maximale d'orientation nord-sud d'environ 40 km et d'extension longitudinale d'environ 20 km,.

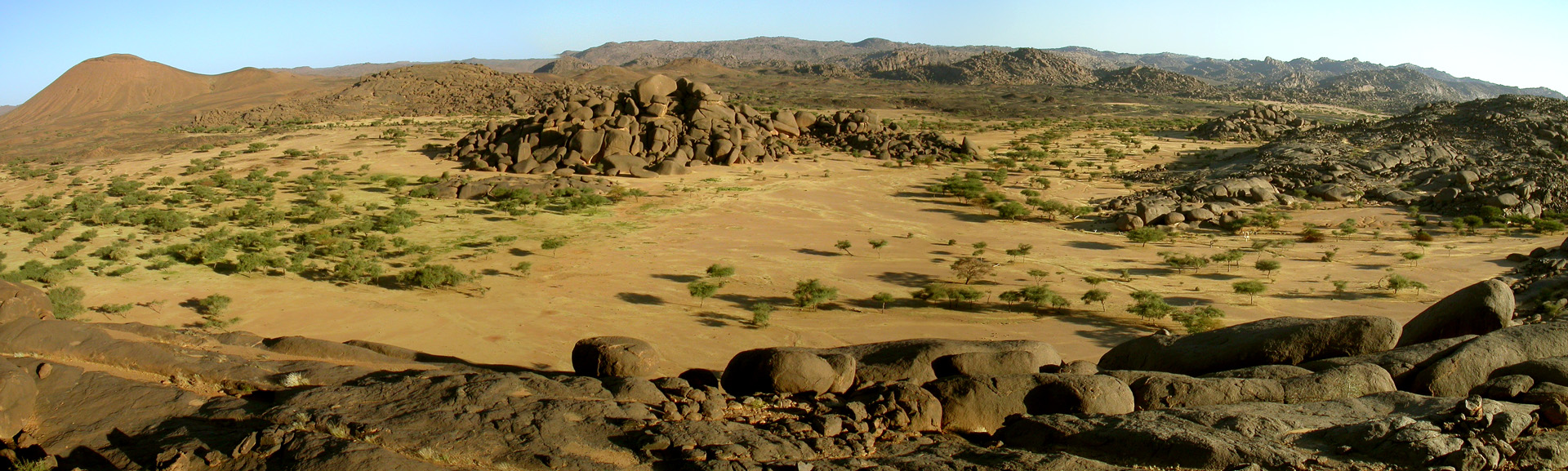
Alentours du volcan Ziggerit sur le Bagzane.

D'une altitude moyenne de 1 500 à 1 700 m,, bordé par un escarpement abrupte de 200 à 300 m, le plateau comprend des collines, de hauts bassins alluviaux à fond plat, des vallées encaissées parcourues par des coulées basaltiques, des pitons et des cônes volcaniques comme le Mont Tchoulélé ou Tchihoulelene (1 573 m) au sud, le Taress Ziggerit ou Thages Zaghret (1 750 m) au centre et le Taress Indoukal ou mont Indoukat-n-Taglès (2 022 m) au nord, point culminant de l'Aïr et du Niger. Le plateau se relève légèrement du sud vers le nord où plusieurs sommets dépassent les 1 800 m. Les vallées sont particulièrement encaissées à l'est et au nord du plateau où les abords du massif sont plus abruptes. À l'ouest, le plateau est séparé du Mont Todra (1 780 m) ou massif volcanique du Todgha par une vallée d'altitude moyenne.

## Géologie
Les monts Bagzane constituent l'un des massifs plutoniques que compte l'Aïr parmi la vingtaine de complexes à structure annulaire, formés par intrusion de roches alcalines et hyperalcalines entre l'Ordovicien inférieur (-480 Ma) et le Silurien supérieur (-400 Ma), qui recoupent le socle précambrien. La partie centrale des monts Bagzane présente des dépôts de rhyolite. Ils comportent les vestiges de trois dykes en forme d'anneaux concentriques datés du Dévonien constitués de syénite quartztique, partiellement détruits par l'invasion plus tardive de granites peralcalins et porphyriques dans lesquels le principal minéral mafique est l'aegirine. Le plateau comporte une dizaine de volcans basaltiques d'activité récente (Quaternaire) dont les coulées sont présentes dans certaines vallées principalement dans la partie sud,. L'activité volcanique finale des monts est caractérisée par la présence de microgranites alcalins et de granites à biotite localisés en bordure sud du plateau.

## Climat
Les monts Bagzane présentent un climat montagnard tropical désertique original.
Les températures sont plus basses que dans la plaine environnante en raison de l'altitude. En septembre par exemple, elles varient de 16 à 33 °C alors qu'à Agadez elles atteignent de 23 à 40 °C. La température moyenne annuelle varie entre 15 et 30 °C avec une valeur moyenne de 9 °C en hiver et des valeurs minimales pouvant descendre en dessous de 0 °C.
Le climat est aride avec des pluviométries annuelles dans la plaine très irrégulières variant de 10 à 150 mm/an avec une moyenne de l'ordre de 70 mm/an. Les précipitations sur les monts Bagzane sont plus importantes, avec une pluviométrie moyenne de l'ordre de 190 mm/an qui peut atteindre 400 mm/an. Une courte saison des pluies a lieu en juillet et en août. L'infiltration des eaux de pluie est réduite et leur ruissellement alimente des koris (oueds), quelques sources et des bassins temporaires et permanents (les aguelmans) qui permet l’existence d'une végétation permanente dans les vallées.

## Faune et flore

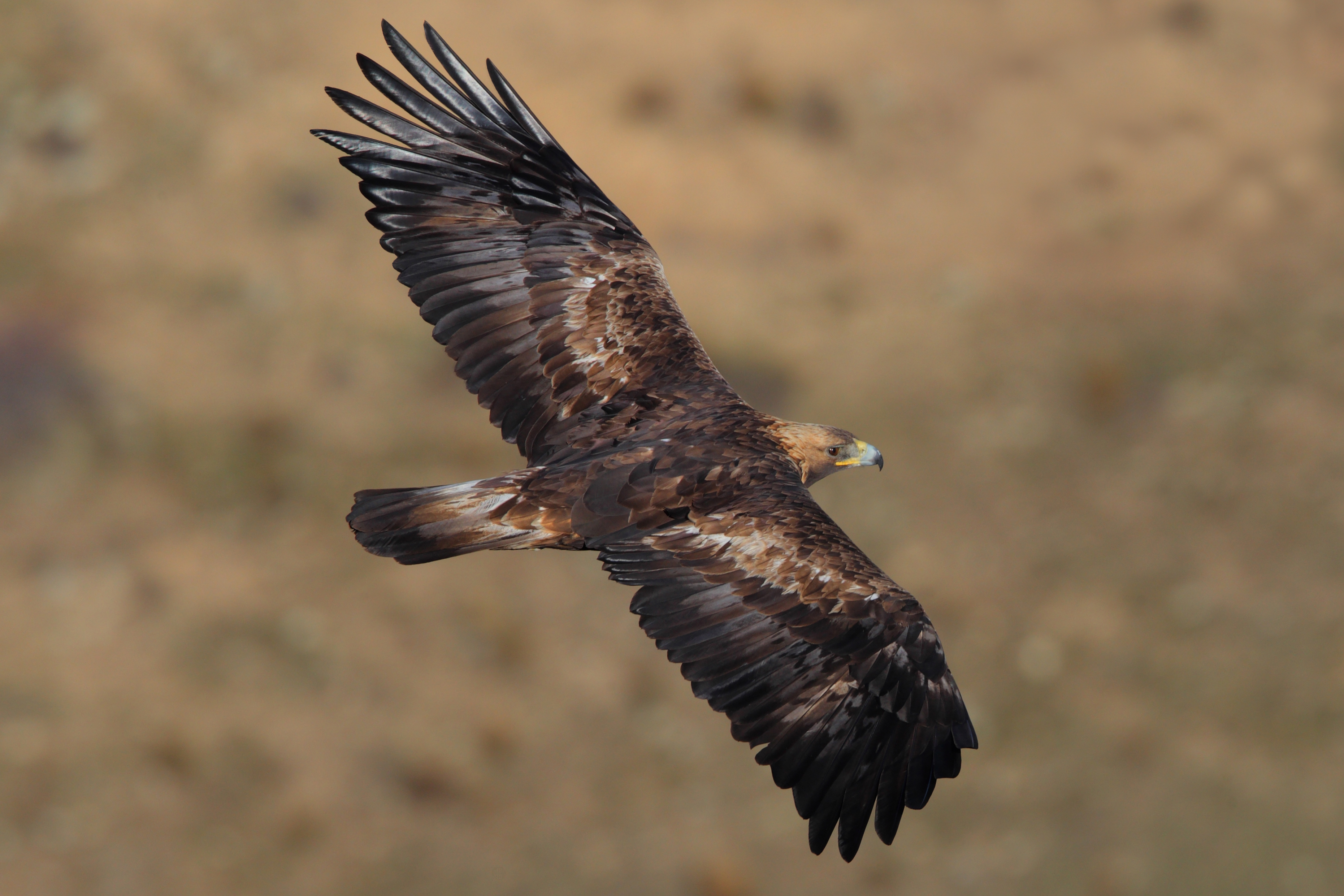
Aigle royal.

La faune des monts Bagzane comprend des babouins doguéra (babouin olive, Papio anubis)), des singes rouges (patas, Erythrocebus patas), des chacals dorés (Canis aureus), des mouflons à manchettes (Ammotragus lervia), des damans des rochers (Procavia capensis), des goundis du Mzab (Massoutiera mzabi) et des rapaces comme l'aigle royal (Aquila chrysaetos) et l'aigle de Verreaux (Aquila verreauxii). Une espèce de serpent, Naja nubiae, a déjà été observée dans les monts Bagzane,.

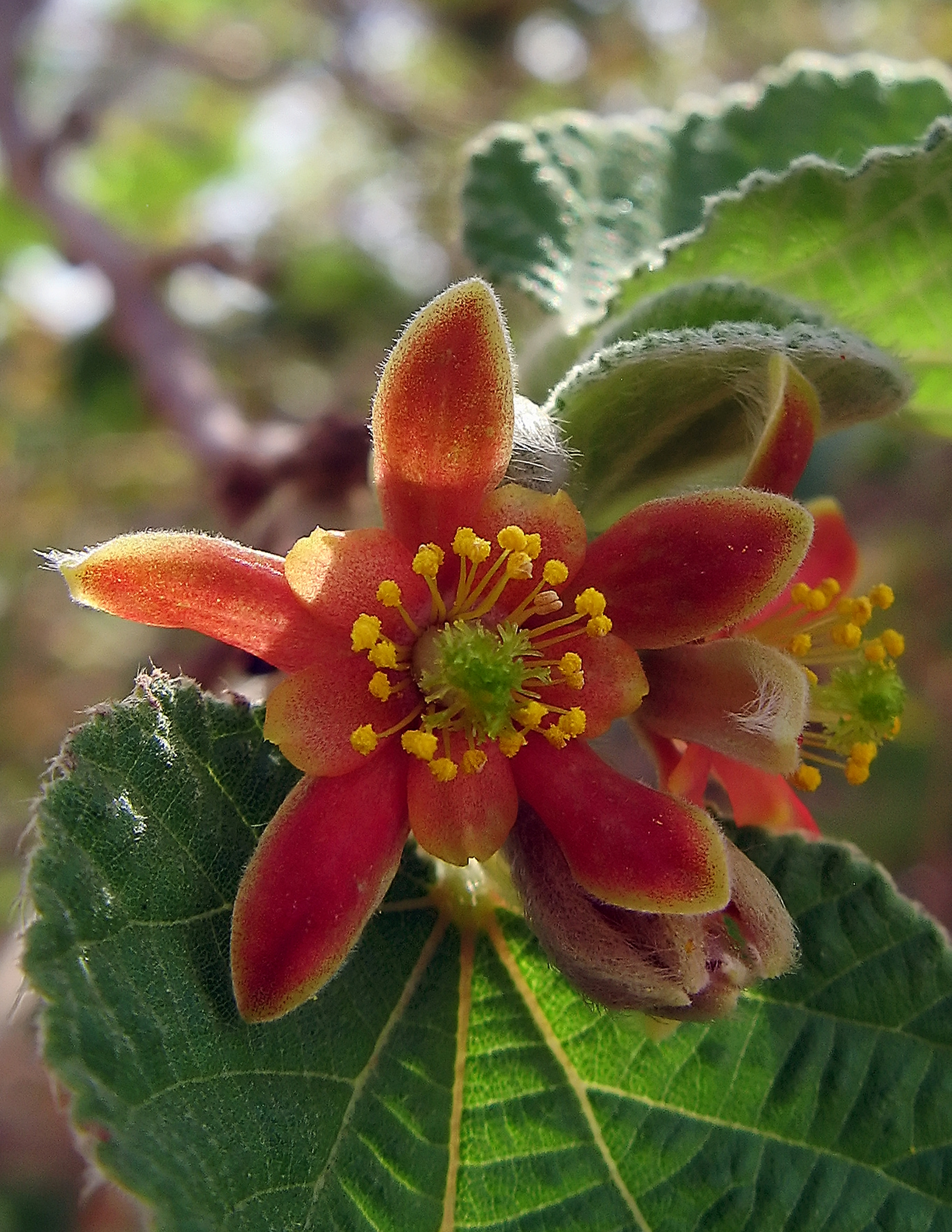
Fleur de Grewia villosa.

Sans compter les espèces cultivées, plus de 120 espèces de plantes sont présentes dans les monts Bagzane,,.
Le genre Acacia constitue une bonne part des arbustes occupant les monts Bagzane au nombre desquels l'Acacia tortilis subsp. raddiana (nommé afagag en langue touareg), Acacia seyal et Acacia stenocarpa (dénommé orouf en langue touareg). D'autres arbustes ligneux comme Cocculus pendulus, Maerua crassifolia, Rhus tripartita (Abijina en langue touareg), Ficus ingens et Dichrostachys cinerea sont également présents. On peut encore citer d'autres arbustes comme Solanum incanum, Lavandula antineae (Alla n'Adaghagh en langue touareg), commifora africana et Grewia villosa.
Les monts Bagzane présentent la particularité d'abriter des espèces comme Boscia salicifolia ou Grewia flavescens dont l’optimum écologique actuel se situe en Afrique de l’Ouest entre les isohyètes 500 et 600 mm alors que la pluviométrie annuelle des monts Bagzane est inférieure à 200 mm. D'autres espèces isolées, comme les fougères Actiniopteris radiata, Cheilanthes coriacea et Ophioglossum polyphyllum sont présentes.
Les monts Bagzane abritent Olea europaea lepperinei, une espèce menacée d'extinction d'olivier endémique des massifs montagneux du Sahara central.
De nombreuses herbacées sont présentes sur les monts Bagzane parmi lesquelles Cymbopogon schoenanthus (Tebaremt en langue touareg), Aerva javanica (Amkrjis en langue touareg), Chrysopogon plumulosus, Eragrostis pilosa, Pulicaria undulata, Hypoestes verticillaris, Fagonia arabica, Fagonia bruguieri, Rhynchosia minima, Setaria tenacissima, Eragrostis pilosa et Cynodon dactylon.

## Population
Les traces d'occupation humaine datées de 9 300 ans BP du site de Tagalagal attestent du peuplement du lieu dès le néolithique.
Les monts Bagzane sont actuellement peuplés par deux tribus Touareg d'origine Kel Oui ou Kel Owey ou Kel Ewey, les Itaguen (Itagan kel bagzane) au nord et les Iguermaden (Iguermaden kel bagzane) au sud,. La population, de l'ordre de quelques milliers (4 463 habitants en 2006), est répartie sur quelques campements et sur une dizaine de villages difficiles d'accès d'altitude comprise entre 1 450 et 1 700 m. Ces villages sont principalement localisés dans le sud du plateau où les sources et les oasis sont plus nombreux. Les habitations sont réalisées en pierre et en banco.
Les Itaguen se consacrent principalement à l'élevage caprin ainsi qu'à celui de chameaux (dromadaires) destinés au commerce caravanier,.
Les Iguermaden sont principalement des agriculteurs qui cultivent de petits jardins (de l'ordre de 25 ares),. La culture de ces jardins présente la particularité de s'appuyer principalement sur une irrigation gravitaire à partir de sources. L'évaporation naturelle plus réduite que dans la plaine en raison de l'altitude permet une agriculture toute l'année y compris en été. Les productions principales de ces jardins sont le blé et les tomates mais l'on trouve également parmi les produits agricoles du maïs, du mil, des dattes, des pommes de terre, des oignons, de l'ail, des piments, des courges, des melons, des gombos, des figues, des grenades, des citrons, des abricots, des pêches, des haricots et des poivrons.
Un médicament traditionnel, l'Italan, fortifiant général, bien connu et commercialisé dans le sud Sahel, est originaire des monts Bagzane. Il est composé d'un mélange de feuilles et de fruits d'espèces végétales des monts tels Acacia laeta, Acacia tortilis, Commiphora africana, Dichrostachys cinerea, Rhus tripartita, Grewia bicolor, Grewia tenax, Lavandula coronopifolia, Melhania denhamii, Ocimum basilicum, Commicarpus helenae, Lantana salvifolia, Leucas martinicensis, Reseda villosa, Solanum incanum, Solanum nigrum et Vernonia cinerea.